# Rúben Lima
Rúben Alexandre Rocha Lima, meglio noto come Rúben Lima (Lisbona, 3 ottobre 1989), è un calciatore portoghese, difensore dell'Estrela Amadora.

## Statistiche

### Cronologia delle presenze e reti in nazionale
| Cronologia completa delle presenze e delle reti in nazionale ― Portogallo under 21 | Cronologia completa delle presenze e delle reti in nazionale ― Portogallo under 21 | Cronologia completa delle presenze e delle reti in nazionale ― Portogallo under 21 | Cronologia completa delle presenze e delle reti in nazionale ― Portogallo under 21 | Cronologia completa delle presenze e delle reti in nazionale ― Portogallo under 21 | Cronologia completa delle presenze e delle reti in nazionale ― Portogallo under 21 | Cronologia completa delle presenze e delle reti in nazionale ― Portogallo under 21 | Cronologia completa delle presenze e delle reti in nazionale ― Portogallo under 21 |
| Data                                                                               | Città                                                                              | In casa                                                                            | Risultato                                                                          | Ospiti                                                                             | Competizione                                                                       | Reti                                                                               | Note                                                                               |
| ---------------------------------------------------------------------------------- | ---------------------------------------------------------------------------------- | ---------------------------------------------------------------------------------- | ---------------------------------------------------------------------------------- | ---------------------------------------------------------------------------------- | ---------------------------------------------------------------------------------- | ---------------------------------------------------------------------------------- | ---------------------------------------------------------------------------------- |
| 14-10-2008                                                                         | Pedroso                                                                            | Portogallo under 21                                                                | 0 – 1                                                                              | Ucraina under 21                                                                   | Amichevole                                                                         | -                                                                                  | 53’                                                                                |
| 18-11-2008                                                                         | Cartaxo                                                                            | Portogallo under 21                                                                | 4 – 1                                                                              | Spagna under 21                                                                    | Amichevole                                                                         | -                                                                                  |                                                                                    |
| 10-2-2009                                                                          | Fátima                                                                             | Portogallo under 21                                                                | 3 – 1                                                                              | Svizzera under 21                                                                  | Amichevole                                                                         | -                                                                                  | 77’                                                                                |
| 24-3-2009                                                                          | Funchal                                                                            | Portogallo under 21                                                                | 2 – 0                                                                              | Capo Verde under 21                                                                | Amichevole                                                                         | -                                                                                  |                                                                                    |
| 27-3-2009                                                                          | Funchal                                                                            | Portogallo under 21                                                                | 2 – 1                                                                              | Finlandia under 21                                                                 | Amichevole                                                                         | -                                                                                  | 75’                                                                                |
| 4-6-2009                                                                           | Tolone                                                                             | Portogallo under 21                                                                | 0 – 1                                                                              | Cile under 21                                                                      | Torneo di Tolone                                                                   | -                                                                                  |                                                                                    |
| 8-6-2009                                                                           | Saint-Cyr-sur-Mer                                                                  | Portogallo under 21                                                                | 6 – 0                                                                              | Qatar under 21                                                                     | Torneo di Tolone                                                                   | -                                                                                  |                                                                                    |
| 11-8-2009                                                                          | Guarda                                                                             | Portogallo under 21                                                                | 2 – 1                                                                              | Irlanda del Nord under 21                                                          | Amichevole                                                                         | -                                                                                  |                                                                                    |
| 4-9-2009                                                                           | Pedroso                                                                            | Portogallo under 21                                                                | 4 – 1                                                                              | Lituania under 21                                                                  | Qual. Europeo Under-21 2011                                                        | -                                                                                  |                                                                                    |
| 9-10-2009                                                                          | Tripoli                                                                            | Grecia under 21                                                                    | 2 – 1                                                                              | Portogallo under 21                                                                | Qual. Europeo Under-21 2011                                                        | -                                                                                  | 67’                                                                                |
| 2-3-2010                                                                           | Anadia                                                                             | Portogallo under 21                                                                | 0 – 2                                                                              | Svezia under 21                                                                    | Amichevole                                                                         | -                                                                                  | 85’                                                                                |
| 18-5-2010                                                                          | Vila Real de Santo António                                                         | Portogallo under 21                                                                | 3 – 1                                                                              | Paesi Bassi under 21                                                               | Amichevole                                                                         | -                                                                                  |                                                                                    |
| 21-5-2010                                                                          | Parchal                                                                            | Portogallo under 21                                                                | 0 – 0                                                                              | Paesi Bassi under 21                                                               | Amichevole                                                                         | -                                                                                  | 45’                                                                                |
| Totale                                                                             |                                                                                    | Presenze                                                                           | 13                                                                                 |                                                                                    | Reti                                                                               | 0                                                                                  |                                                                                    |

## Palmarès

### Club

#### Competizioni nazionali
- Campionato croato: 1

Dinamo Zagabria: 2013-2014
- Coppa di Croazia: 1

Hajduk Spalato: 2012-2013